# Scheiboog

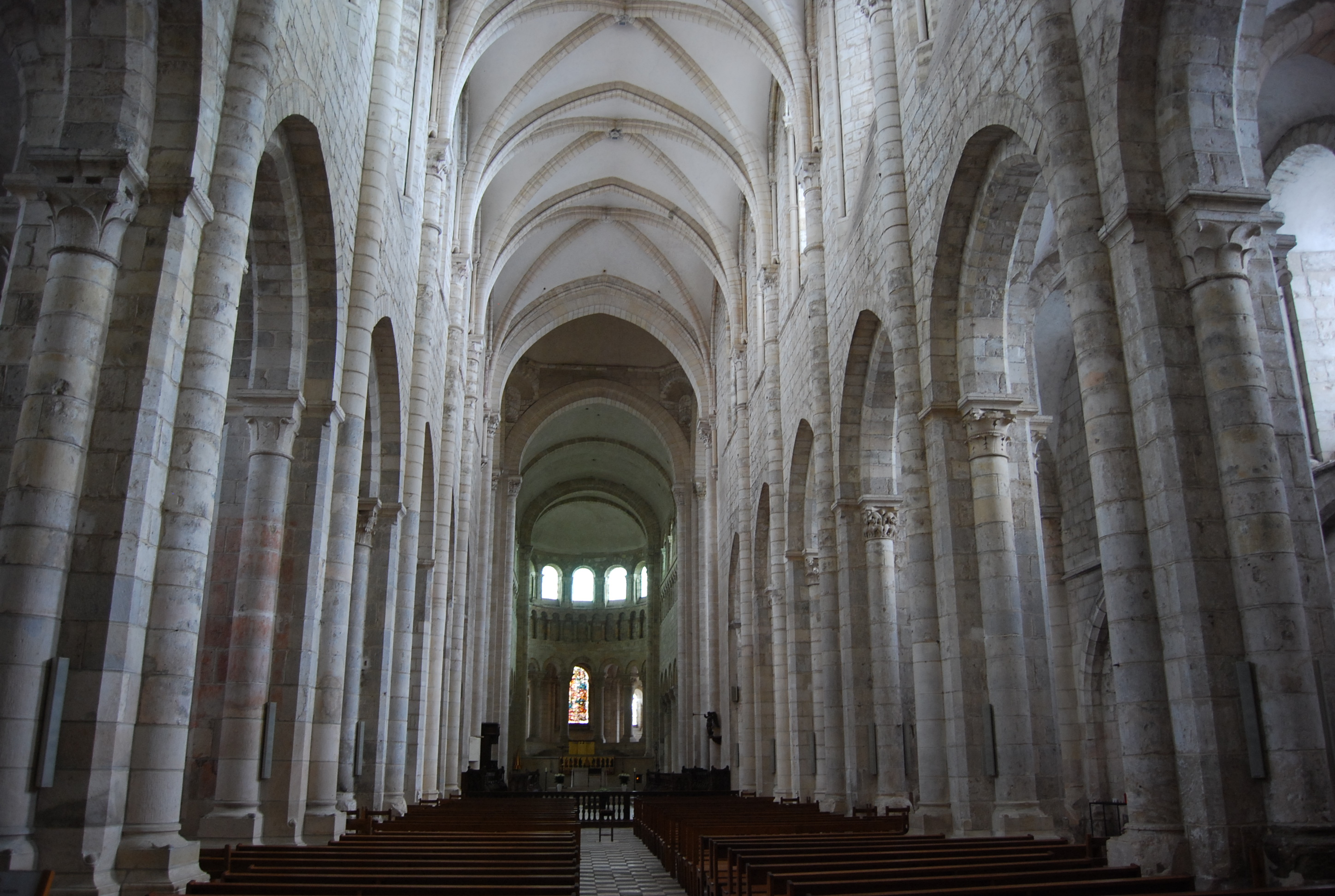
Twee rijen van spitsboogvormige scheibogen

Een scheiboog is een boog in een kerkgebouw die de middenbeuk scheidt van de zijbeuken. Hij ligt parallel aan de lengteas en maakt meestal deel uit van een arcade.
De vorm waarin scheibogen vaak worden opgetrokken zijn een:
- rondboog
- paraboolboog
- segmentboog
- spitsboog
- hoefijzerboog
- recht

Per travee wordt er meestal één boog toegepast, maar dit kunnen er ook meerdere zijn.